# Lou Adler
Lou Adler, född 13 december 1933 i Chicago, Illinois, är en amerikansk musikproducent, låtskrivare, filmproducent och delägare i Roxy Theatre i West Hollywood.
Adler har producerat album för artister som Jan & Dean, Johnny Rivers, Barry McGuire, The Mamas and the Papas, Scott McKenzie, Spirit och Carole King. Han var en drivande kraft bakom Monterey Pop Festival 1967 som han samproducerade. Han upptäckte också och producerade komikerparet Cheech och Chong. Adlers kändaste verk som producent är troligen Carole Kings bästsäljande och Grammy-belönade album Tapestry från 1972. Han var exekutiv producent för filmversionen av musikalen The Rocky Horror Picture Show 1975.
Han har tilldelats en stjärna för musikinsatser på Hollywood Walk of Fame vid adressen 6901 Hollywood Blvd.
Lou Adler sammanlevde på 1970-talet med Britt Ekland. Tillsammans har de sonen Nicolaj.

### Fotnoter
1. ↑  SNAC, SNAC Ark-ID: w6b35p6t, läs online, läst: 9 oktober 2017.[källa från Wikidata]
2. ↑  Discogs, Discogs artist-ID: 173805, läst: 9 oktober 2017.[källa från Wikidata]
3. ↑  Internet Broadway Database, Internet Broadway Database person-ID: 22966, läst: 9 oktober 2017.[källa från Wikidata]
4. ↑  läs online, walkoffame.com .[källa från Wikidata]
5. ↑  läs online, www.rockhall.com .[källa från Wikidata]
6. ↑  https://www.latimes.com/entertainment/music/la-ca-ms-sunset-lou-adler-20170825-htmlstory.html
7. ↑  https://www.grammy.com/grammys/news/lou-adler-reflects-his-impactful-career-music-industry-grammy-salute-music-legends
8. ↑  http://projects.latimes.com/hollywood/star-walk/lou-adler/